# Gustav von Alvensleben
Gustav von Alvensleben, född den 30 september 1803 i Eichenbarleben, död den 30 juni 1881 i Gernrode, var en preussisk general, bror till Constantin von Alvensleben.
von Alvensleben var generallöjtnant vid utbrottet av 1866 års krig, under vilket han tillhörde kung Vilhelms stab. I oktober 1866 fick han befälet över 4:e armékåren och utnämndes i mars 1868 till general. Under fransk-tyska kriget 1870-71 deltog han med sin armékår, vilken efter striderna vid Metz ingick i Maasarmén, i framryckningen mot Sedan. Slaget vid Beaumont den 30 augusti utkämpades huvudsakligen av 4:e armékåren, som därefter tog en ärofull del i slaget vid Sedan. Sedermera tillhörde von Alvensleben med sin kår inneslutningsarmén vid Paris.